# Scotts Hill (Tennessee)
Scotts Hill es un pueblo ubicado en los condados de Henderson y Decatur en el estado estadounidense de Tennessee. En el Censo de 2020 tenía una población de 877 habitantes y una densidad poblacional de 100,8 personas por km².

## Geografía
Scotts Hill se encuentra ubicado en las coordenadas 35°31′8″N 88°15′10″O / 35.51889, -88.25278. Según la Oficina del Censo de los Estados Unidos, Scotts Hill tiene una superficie total de 9.76 km², de la cual 9.76 km² corresponden a tierra firme y (0%) 0 km² es agua.

## Demografía
Según el censo de 2010, había 984 personas residiendo en Scotts Hill. La densidad de población era de 100,8 hab./km². De los 984 habitantes, Scotts Hill estaba compuesto por el 98.07% blancos, el 0% eran afroamericanos, el 0% eran amerindios, el 0.3% eran asiáticos, el 0.1% eran isleños del Pacífico, el 0.41% eran de otras razas y el 1.12% pertenecían a dos o más razas. Del total de la población el 1.63% eran hispanos o latinos de cualquier raza.